# Henri d'Ollone
Pour les articles homonymes, voir D'Ollone.
Henri Marie Gustave d'Ollone (4 septembre 1868 à Besançon - 7 octobre 1945 Sentaraille (Ariège) est un militaire et explorateur français, frère du compositeur Max d'Ollone. Grand officier de la Légion d'honneur, il a organisé et a participé à des missions d'exploration en Afrique et en Asie.

## Biographie

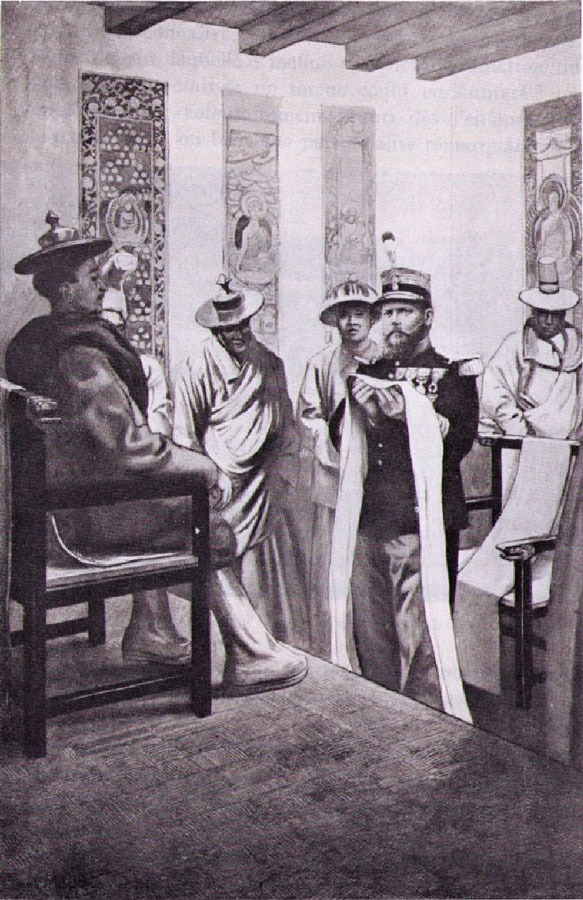
Henri d'Ollone offrant une écharpe de félicité au 13e dalaï-lama lors d'une audience dans un temple du Wou-T'ai-Chan en 1908.

Officier d’infanterie sorti de Saint-Cyr en 1892, diplômé de lettres et de sciences, Henri d'Ollone participe à la campagne de Madagascar en 1895. Puis, à la demande du ministère des Colonies, il établit la future frontière entre la Côte d'Ivoire et le Liberia en étudiant le cours du fleuve Cavally en 1897. En 1898, il est chargé d'une mission en Côte d'Ivoire avec Hostains pour relier le golfe de Guinée au Soudan. En 1903, il devient membre de la Société de géographie et obtient son détachement auprès du ministère de l’Instruction publique. L'année suivante, il effectue un voyage de reconnaissance en Chine, puis y repart en 1906. Il termine son voyage à Pékin en 1908. En 20 mois, la mission d'Ollone a parcouru 8 000 kilomètres et réalisé un travail scientifique considérable. Il racontera sa mission dans les ouvrages La Chine novatrice et guerrière et Les derniers barbares. 
En 1916, il participe à la bataille de Verdun avec le grade de colonel et se distingue particulièrement lors de l'attaque du PC 119 en juillet 1916. Selon le général Patey, qui commande la 60e Division d'Infanterie, « le colonel d'Ollone, escorté de ses officiers, se lance en avant, avec un mépris absolu du danger. Une balle lui traverse la poitrine et le met hors de combat. Mais il fait savoir qu'il peut conserver son commandement pendant la journée ». Lors de ces journées dramatiques, il pardonne un « moment de faiblesse » à l'un de ses commandants qui n'a pas rejoint ses troupes alors qu'il en avait reçu l'ordre et « lui promet l'oubli ». 
Il est nommé général de brigade en 1919 et grand officier de la Légion d’honneur en 1933.

## Mission en Asie (1906-1909)
Après plusieurs voyages en Asie, il est chargé d’une mission scientifique d’étude des peuples et cultures non chinois de Chine, et des minorités qui cohabitent au sein de l’Empire Chinois. Il part de 1906 à 1909 avec une équipe de spécialistes. L'expédition parcourt plus de 8 000 km à cheval, dans des régions encore peu ou pas du tout soumises au pouvoir central, dans un contexte géopolitique instable. Il rapporte des études géographiques, archéologiques, ethnographiques et linguistiques et publie de nombreuses cartes, photos, études et ouvrages dont Recherche sur les musulmans chinois, publié en 1912.
En 1908, à Wou-T'ai-Chan, d'Ollone obtient une audience avec le 13e dalaï-lama et remarque son intelligence : « Il avait compris que l'appui des nations européennes lui serait utile pour résister à la fois à la Chine et à l'Angleterre. ».
Lors de son périple dans le Yunnan, le Sichuan, le Gansu, le Ningxia et la Mongolie, Henri d'Ollone produit quelques analyses et remarques, détaillées ci-après.
La conquête arabe n’a pas été le moteur du développement de l’Islam en Chine. Il faudra attendre le XIIIe siècle et l’invasion de la Chine par les Mongols (Yuan) pour que s’installent des musulmans en nombre significatif[réf. nécessaire].
Les troupes arabes n’ont pas dépassé Talas (Kazakhstan). C’est avec l’arrivée de ces soldats, artisans, savants, astronomes, fonctionnaires, venus de gré ou de force, surtout d’Asie centrale, que l’islam s’est implanté durablement par les ports ou les grandes routes caravanières.
Henri d'Ollone classe déjà en deux catégories les musulmans de Chine :
- Les Ouïghours, population de langues turques et turco-mongoles provenant de l’ouest et qui s'implantent dans le Turkestan oriental à partir du XIIIe siècle. L'Empire mandchou érige cette région en province sous le nom de Xinjiang, le 18 novembre 1884.
- Les Huis, des populations de langues chinoises dispersées dans toute la Chine en communautés plus ou moins nombreuses, particulièrement dans le Yunnan, le Gansu et de nombreuses villes comme Canton et Pékin.

Les Huis se disent d’origine arabe, persans ou centre asiatiques. Leurs ancêtres ont épousé des femmes Hans chinoises.
S'il juge que l’islam s’est répandu par le sabre en Europe, en Afrique du Nord et en Asie de l’ouest, il note que son introduction en Chine s’est faite plus pacifiquement, par l’influence d’un puissant personnage ou par conversion lors de mariages.  C’est ainsi que des officiers musulmans convertissent beaucoup de soldats et que des mandarins musulmans font des prosélytes. Souvent le musulman est un pur chinois qui, encore enfant, a été adopté ou acheté par un croyant et élevé dans l’Islam. Henri d'Olonne constate au Yunnan que les musulmans portent deux noms, par exemple un nom arabe comme Hussein et un nom chinois Hou sin . Selon lui, la masse des croyants ne sait pas l’arabe et ne peut donc lire le Coran. Seuls les imams, ou  A–hong, sont initiés. L'emprise de l'islam est fortifiée dans des régions pauvres par l’esprit d’association ; les musulmans forment une vaste société de secours mutuel, des communautés où aucun pauvre ne demeure sans aide, où chacun prête à l’autre son concours pour réussir dans ses entreprises.
Henri d’Ollone évalue à 4 millions le nombre de musulmans en Chine en 1906.

## Publications

### Monographies
- De la Côte d’Ivoire au Soudan et à la Guinée - Paris, Hachette - 1901  - 314 p. prix Montyon de l'Académie française en 1902
- La Chine Novatrice et Guerrière - Paris, Armand Colin - 1906  - 318 p. prix Fabien de l'Académie française en 1908
- Les Derniers Barbares: Chine, Tibet, Mongolie - Paris, P. Lafitte - 1911  - 372 p. — réédition : Hong Kong, You-Feng - 1988, prix Marcelin Guérin de l'Académie française en 1912
- Recherche sur les Musulmans Chinois -  Paris, E. Leroux - 1911  - 360 p.
- Langues et écritures des peuples non chinois de Chine  - Paris, E. Leroux – 1912 – 1300 p. - deux volumes

### Articles divers
- De la Côte d’Ivoire au Soudan  -  Le Tour du monde - 1901
- La Chine Guerrière  - La Revue de Paris - 1905
- Chez les Nomades du Tibet  - La Revue des deux Mondes - 1911 -